# Ada et Turing
Pour les articles homonymes, voir Ada et Turing.
Ada et Turing sont deux superordinateurs construits par IBM, acquis par GENCI pour l'IDRIS, le centre de calcul numérique intensif d'Orsay, appartenant au CNRS. Ces systèmes effectuent des calculs pour des chercheurs (par exemple en médecine) français depuis 2013. Ada et Turing sont physiquement couplés, mais ils peuvent fonctionner de façon indépendante. Fonctionnant en synergie, ils délivrent le maximum de puissance de calcul, soit une puissance pétaflopique cumulée.
Le supercalculateur Ada est baptisé en mémoire d'Ada Lovelace ; le supercalculateur Turing est baptisé en hommage à Alan Turing.

## Caractéristiques
- Ada affiche une puissance de 230 téraflops et utilise 336 nœuds larges de calcul organisés chacun autour de 32 cœurs Intel[1]. Il est composé d'environ 10 000 cœurs de calcul[2].

- Turing est un Blue Gene/Q délivrant 836 téraflops, il utilise 65 536 cœurs de calcul IBM POWER[1]. Il consomme deux fois moins de watts que Curie[2].

Ils coûtent environ 20 millions d'euros.